# فاروق صالح بنجر
فاروق صالح بنجر (1949)، شاعر وكاتب وتربوي سعودي، ولد في مكة عام 1949، وهو مؤرخ لحركة التعليم في مكة، ومهتم بتاريخها وثقافتها اجمالًا، وله عدد من البحوث والدراسات عن الأسر المكية وتراثها الشعبي، كان أحد المشاركين في مؤتمري الأدباء السعوديين الأول والثاني، وهو الوحيد الذي عاصر المؤتمرات الأربعة للأدباء السعوديين، وعايش نخبة من رواد الأدب أمثال طاهر زمخشري، حسين عرب، عبد الله بن إدريس، وعبد القدوس الأنصاري، وسبق له أن كان عضوًا في مجلس إدارة نادي مكة الأدبي عام 2006، وقد أشرف وأعد بعض البحوث والمواد الأدبية المقدمة للنادي، حصل على بكالوريوس اللغة العربية من جامعة الملك سعود عام 1972، ثم التحق ببعثة وحصل على ماجستير الإدارة التربوية العامة من جامعة أوكلاهوما، وله إسهامات في إذاعة جدة، إذ شارك في إعداد بعض البرامج المتعلقة بالتربية، وله نحو 11 مؤلف،منها ديوان شعري وحيد بعنوان (زمن لصباح القلب)، وله كتب في تاريخ التعليم مثل (تاريخ التعليم في مكة المكرمة ورجالاته) في أربعة أجزاء بتأليف مشترك، إضافة إلى مشاركته في تعديل منهج (المعلم في القراءة والأناشيد) للصف الثالث الابتدائي، الصادر عن وزارة التعليم (المعارف سابقًا) عام 1997.

## حياته
ولد في مكة عام 1949، وأكمل دراسته في مكة وجدة، وحصل على البكالوريوس من جامعة الملك سعود، ثم التحق بدورة اللغة الإنجليزية التي كانت تقدمها وزارة التعليم، والتحق بالبعثة ليحصل على الماجستير من جامعة أوكلاهوما عام 1979، وطور مهاراته اللغوية والعلمية من خلال تنقلاته في كلًا من الولايات المتحدة والمكسيك، ثم عمل بعد حصوله على الماجستير في الإدارة العامة للتربية والتعليم في مكة لمدة 27 سنة.

## مؤلفاته
- زمن لصباح القلب، شعر.
- عبد الله عبد الجبار..المربي والمفكر والأديب الناقد.[4]
- تاريخ التعليم في مكة المكرمة ورجالاته.
- من أعلام التربية والتعليم في مكة المكرمة، مشترك.
- مكة رائدة التعليم.[1][2]
- عبد الله الجفري: مبدع الكلمة، وصوت الوجدان [إعداد وتحرير]. 2009.[5]